# 108072 Odifreddi
108072 Odifreddi è un asteroide della fascia principale. Scoperto nel 2001, presenta un'orbita caratterizzata da un semiasse maggiore pari a 2,774527 UA e da un'eccentricità di 0,033877, inclinata di 4,893478° rispetto all'eclittica. Ha un diametro di 4,277 km e un'albedo di 0,056.
Fa parte della famiglia di asteroidi Hoffmeister.
L'asteroide è dedicato al matematico italiano Piergiorgio Odifreddi.